# Mark Wright (personnalité TV)
Pour les articles homonymes, voir Mark Wright.
Mark Charles Edward Wright est une personnalité de télévision anglaise, journaliste de divertissement et ancien footballeur. Il est surtout connu pour son rôle d'acteur dans les trois premières saisons de The Only Way Is Essex. Wright a gagné en popularité après être apparu dans la onzième saison de I'm a Celebrity… Get Me Out of Here! où il a terminé deuxième, et la douzième saison de Strictly Come Dancing, où il a fini à la quatrième place.
Wright est actuellement présentateur de l'émission américaine d'informations et divertissement EXTRA de Warner Bros et en mars 2019, il a commencé à présenter The Bachelor UK . Il est également présentateur actuel du Heart's Evening Show du lundi au jeudi.

## Carrière

### Football
Avant ses apparitions dans The Only Way Is Essex, Wright était footballeur semi-professionnel. Il a joué dans les clubs de West Ham United, Arsenal, et Tottenham Hotspur.
Il a commencé sa carrière senior avec Southend United, mais il s'est fait engager dans une discothèque afin de jouer uniquement de manière semi-professionnelle. En janvier 2012, une rumeur rapportais qu'il avait relancé sa carrière de footballeur semi-professionnel, en signant pour St Neots Town, mais elle a été démentie par Wright sur son compte Twitter.

### Télévision
En octobre 2010, Wright était l'un des membres originaux du casting de l'émission de télé-réalité de ITV, The Only Way is Essex. Il a annoncé son départ de l'émission le 23 octobre 2011, vers la fin de la troisième série. Il est ensuite revenu pour une apparition dans la sixième série ainsi que pour le spécial de Noël 2012. Il a fait un bref retour en 2014 et à nouveau en 2016.
En novembre 2011, Wright a participé à la onzième saison de I'm a Celebrity. . . Get Me Out of Here!. Il a été finaliste, perdant face au bassiste de McFly, Dougie Poynter,.
À partir de janvier 2012  et jusqu'en 2017, Wright et Laura Jackson ont coprésenté Take Me Out spin-off du programme Take Me Out: The Gossip sur ITV2 . Zoe Hardman a précédemment accueilli avec Wright. La série n'a pas été diffusée en 2018. Il est également apparu en tant qu'expert en fitness sur le programme Daybreak de ITV Breakfast pendant deux semaines, pour présenter sa mini-série Downsize in Dubai.
Du 20 juin au 7 juillet 2012, Wright a présenté et joué dans une nouvelle émission de ITV2, intitulée Mark Wright's Hollywood Nights. Le programme a ensuite été abandonné après la première saison. Il devait coprésenter avec Melanie Sykes une nouvelle série de divertissement nommée My Man Can . Après avoir filmé une saison, ITV a pris la décision de ne pas diffuser l'émission.
En 2013, Wright était reporter dans la série Surprise Surprise de ITV.
En 2014, Wright a présenté sa propre émission de télé-réalité sur ITV2 intitulée Party Wright Around The World . En 2014, Wright était l'une des célébrités participant à la douzième série de Strictly Come Dancing . Il a été jumelé avec la danseuse professionnelle Karen Hauer. Le couple a atteint la finale dans laquelle ils ont terminé quatrièmes.
Wright a également présenté The Dengineers avec Lauren Layfield sur CBBC de 2015 à 2017. Il est parti à la fin de la deuxième série et a été remplacé par Joe Tracini .
En décembre 2016, Wright a fait une apparition dans un épisode de E !'s The Royals (saison 3, épisode 1).
Wright présente la saison 6 de The Bachelor sur Channel 5, basée sur l'émission TV américaine du même nom.
Le 5 juillet 2019, Wright a présenté This Morning en tant qu'invité avec Rochelle Humes.
En 2019, il a été invité Wright dans l'émission de la BBC Who Do You Think You Are 

### Radio
Depuis le 24 décembre 2012, Wright présente l'émission "Club Classics" tous les vendredis et samedis soir sur Heart Radio, entre 19h et 21h. Il a quitter l'Angleterre en décembre 2017 pour s'installer en Amérique.
En 2019, Wright est revenu sur Heart pour enregistrer quelques émissions les dimanches soir pour Emma Bunton .
Début 2020, Wright est passé des émissions le weekend aux après-midi de 12h à 16h. Le lundi 23 mars, il a été annoncé que Wright prendrait également en charge les soirées, du lundi au jeudi de 19h à 22h en plus de son émission du dimanche après-midi.

### Autres travaux
En juin 2013, Wright a signé avec le géant de la vente en ligne Littlewoods, pour être la nouvelle égérie de la ligne de vêtements pour hommes de la marque Goodsouls. En septembre 2018, il a signé avec Matalan pour être le nouveau mannequin de leur gamme de vêtements pour hommes.
En juin 2016, il participe pour la première fois au Soccer Aid. Il joue alors pour l'Angleterre. Il marque un but sur un coup franc direct qui a mené son équipe à la victoire 3 buts à 2 et il est nommé "Homme du match". Wright a par la suite participé aux éditions 2018 et 2019 du Soccer Aid .

## Vie privée
Le 22 février 2009, Wright a été témoin au mariage de la star de télé-réalité Jade Goody et de Jack Tweed.
Wright a eu une relation avec Lauren Goodger, membre du casting de TOWIE, de 2001 à 2012. Ils se sont fiancés en mars 2011, mais Goodger a annulé leurs fiançailles en août 2011, après des soupçons d'adultère avec sa collègue Lucy Mecklenburgh.
Depuis décembre 2012, Wright est en couple avec l'ancienne actrice de Coronation Street, Michelle Keegan . Ils se sont mariés le 24 mai 2015,.
D'après l'émission Who Do You Think You Are?, l'arrière-arrière-grand-père de Mark était d'origine juive, et son ancêtre, David Antonio de Mendoza, était un converso de descendance juive séfarade qui a été arrêté par l' Inquisition espagnole en 1696, accusé de pratiquer secrètement la religion de ses ancêtres. David, qui avait 36 ans à l'époque, a été torturé pendant deux ans à Séville par des méthodes telles que la toca. Une fois sorti de prison, David a déménagé  avec sa famille à Amsterdam où était permise à l'époque une certaine liberté de culte. Son neveu Miguel, cependant, est retourné en Espagne et a fini brûlé sur le bûcher.

## Filmographie
| Year                 | Title                                   | Notes                     |
| -------------------- | --------------------------------------- | ------------------------- |
| 2010–2011            | The Only Way Is Essex                   | Personnage récurrent      |
| 2011                 | I'm a Celebrity...Get Me Out of Here!   | Finaliste de la saison 11 |
| 2012                 | Daybreak                                | Invité expert             |
| 2012–2013, 2015–2017 | Take Me Out: The Gossip                 | Co-présentateur           |
| 2012                 | Mark Wright's Hollywood Nights          | Présentateur              |
| 2013–2015            | Surprise Surprise                       | Présentateur              |
| 2014                 | Party Wright Around the World           | Présentateur              |
| 2014                 | Strictly Come Dancing                   | Contestant                |
| 2015–2017            | The Dengineers                          | Co-présentateur           |
| 2017–2019            | Extra                                   | Présentateur              |
| 2019                 | The Bachelor                            | Présentateur              |
| 2019                 | Strictly Come Dancing Christmas Special | Participant               |